# Tublay
Tublay é um município de  quinta classe de renda municipal (d) na província Benguet, nas Filipinas. De acordo com o censo de 1 de maio  de  2020 possui uma população de 19 429 pessoas e 4 485 domicílios.